# Innerleithen
Innerleithen (in gaelico scozzese: Inbhir Leitheann) è una cittadina e parrocchia civile (anticamente: un burgh) della Scozia sud-orientale, facente parte dell'area amministrativa degli Scottish Borders (contea tradizionale: Peeblesshire) e dell’area committee del Tweeddale e situata lungo la confluenza dei fiumi Leithen e Tweed. Centro tessile e termale, conta una popolazione di circa 3.000 abitanti.

## Geografia fisica
Innerleithen si trova nella parte settentrionale dell'area amministrativa degli Scottish Borders, a non molti chilometri a sud-est di Edimburgo e tra le località di Peebles e Galashiels (rispettivamente ad est della seconda e ad ovest della prima).

## Storia
I primi insediamenti nella zona risalgono all'epoca pre-romana, come dimostra il ritrovamento di un forte risalente all'Età del Ferro.
La fondazione di Innerleithen risalirebbe tuttavia, secondo la leggenda, al 737 d.C. e sarebbe stata opera di un monaco, Ronano, in seguito diventato santo.
La località è poi menzionata nel XII secolo come Inverlethane. Di quel periodo, si sa che sarebbe annegato alla confluenza dei fiumi Leithen e Tweed un figlio di re Malcolm IV di Scozia.
Ancora agli inizi del XVIII secolo, l'esigua popolazione locale viveva pressoché esclusivamente di agricoltura e pastorizia.
In seguito, però, tra il XVIII e il XIX secolo, furono scoperte ad Innerleithen delle sorgenti sulfuree note come "St Ronan's Wells" che acquisirono la fama di avere funzioni curativi. Nel 1787, Innerleithen venne descritta così da Robert Burns come una "famosa località termale".
Ad Innerleithen si sviluppò poi tra il XIX e il XX secolo, come in altre località degli Scottish Borders, l'industria tessile, grazie alla costruzione di vari mulini.
Con l'arrivo poi della ferrovia nel 1866, Innerleithen conobbe un ulteriore sviluppo sia come centro termale che come centro tessile.

## Monumenti e luoghi d'interesse

### Architetture civili

#### Traquair House
Tra i principali edifici storici di Innerleithen, figura la Traquair House: risalente in gran parte al XVII secolo, ma le cui origini risalgono almeno al XII secolo, è il più antico edificio della Scozia tuttora abitato..
|  |

## Società

### Evoluzione demografica
Nel 2014, la popolazione stimata di Innerleithen era pari a circa 3.070 abitanti.
La località ha quindi conosciuto un incremento demografico rispetto al 2011, quando la popolazione censita era pari a 3.031 abitanti e soprattutto rispetto al 1991, quando la popolazione censita era pari a 2.650 abitanti.

## Cultura

### Media
- Le sorgenti sulfuree della località sono il soggetto del romanzo di Sir Walter Scott St Ronan's Well (1823)[2][3][4]

## Sport
Ad Innerleithen, si tengono a luglio per dieci giorni i St Ronan's Border Games, il più antico festival sportivo della Scozia, istituito da James Hogg Hogg e la cui prima edizione risale al 1827..